# Погорина (УНР)
Погорина — земля Української Народної Республіки. Адміністративно-територіальна одиниця найвищого рівня. Земський центр — місто Рівне Заснована 6 березня 1918 року згідно з Законом «Про адміністративно-територіальний поділ України», що був ухвалений Українською Центральною Радою. Скасована 29 квітня 1918 року гетьманом України Павлом Скоропадським (під владою Німеччини), що повернув старий губернський поділ часів Російської імперії.

## Опис
До землі мали увійти Рівненський, Острозький, Заславський, Кременецький повіти, південна частина Дубенського та західна частина Старокостянтинівського повіту Волинської губернії.